# Osdorp Posse
Osdorp Posse war eine niederländische Hip-Hop-Gruppe aus Amsterdam-Osdorp. Sie gehören zu den prägendsten Vertretern des Nederhop, dem Rap in niederländischer Sprache.

## Geschichte
Die Gruppe wurde 1989 von den Rappern Def P, King und Seda sowie dem DJ Ijsblok gegründet. 1992 erschien das Debütalbum Osdorp Stijl bei Djax Records als erstes rein niederländischsprachiges Rap-Album. Es folgte eine Reihe größerer Festivalauftritte. Das dritte Album Afslag Osdorp konnte 1995 erstmals die Charts erreichen. 1996 erschien ein Crossover-Album zusammen mit der Metal-Band Nembrionic. 1998 gründeten die Musiker mit Ramp Records ihr eigenes Plattenlabel. 2000 erschien mit Origineel Amsterdams die einzige Chart-Single der Band. Sie erreichte Platz 10.
Die Band wurde 2009 nach einer letzten Tournee aufgelöst. Noch später erfolgten Kompilationen, die sich in den Charts platzieren konnten.

## Diskografie (Auswahl)
Alben
- 1992: Osdorp Stijl
- 1993: Vlijmscherp
- 1995: Afslag Osdorp
- 1996: Briljant, Hard En Geslepen (mit Nembrionic)
- 1997: Geendagsvlieg
- 1998: Oud en Nieuw
- 2000: Kernramp
- 2003: Tegenstrijd
- 2012: Top 100
- 2021: Roffer dan Ooit

Singles und EPs
- 1992: Roffer dan Ooid
- 2000: Origineel Amsterdams